# Lissi Alandh
Lissi Sofia Holmqvist (født 29. december 1930, død 3. august 2008), bedre kendt som Lissi Alandh, var en svensk skuespillerinde, der optrådte i over 60 film og tv-serier fra 1948 og frem til midten af 1990'erne.

## Udvalgt filmografi
- Loffe på luffen (1948, ukrediteret)
- Gaden (1949, ukrediteret)
- Frøken Julie (1951)
- Ugift far søges (1953)
- Barabbas (1953)
- Gøglernes aften (1953, ukrediteret)
- Filmen om Marianne (1953)
- Ingen mands kvinde (1953)
- En Skærgårdsnat (1953)
- Piger uden værelse (1956)
- Den hårde leg (1956)
- Skør efter noder (1956)
- Mannequin i rødt (1958)
- Stilheden (1963, ukrediteret)
- Er svenskerne sådan (1964)
- Elskende par (1964)
- Niklasons (tv-serie, 1965)
- Natteleg (1966)
- Pippi Langstrømpe (tv-serie, 1969)
- Miss and Mrs Sweden (1969)
- Ih, det var dog den stiveste (1970)
- Midsommardansen (1971)
- Ungkarlshotellet (1975)
- Picassos eventyr (1978, ukrediteret)
- Sverige åt svenskarna (1980)
- Babels hus (tv-serie, 1981)
- P & B (1983)
- At hoppe højst (kortfilm, 1989)
- Rederiet (tv-serie, 1992)